# Leapfrogging (estratégia)
Leapfrogging, também conhecido como island hopping, foi uma estratégia militar empregada pelos Aliados na Guerra do Pacífico contra o Império do Japão durante a Segunda Guerra Mundial.
A ideia principal é contornar as ilhas inimigas fortemente fortificadas em vez de tentar capturar todas as ilhas em sequência a caminho de um alvo final. O raciocínio é que essas ilhas podem simplesmente ser cortadas de suas cadeias de suprimentos (levando à sua eventual capitulação) em vez de precisarem ser dominadas por uma força superior, acelerando assim o progresso e reduzindo as perdas de tropas e materiais.